# 1836 au théâtre
| Années du théâtre : 1833 - 1834 - 1835 - 1836 - 1837 - 1838 - 1839    |
| Décennies du théâtre : 1800 - 1810 - 1820 - 1830 - 1840 - 1850 - 1860 |

## Pièces de théâtre publiées
- Alfred de Musset, Il ne faut jurer de rien, Paris, Bureau de la Revue des deux mondes.

## Pièces de théâtre représentées
- 14 janvier : Coquelicot, vaudeville des Frères Cogniard, Paris, théâtre des Folies Dramatiques.
- 14 janvier : Plus de Loterie !, vaudeville des Frères Cogniard, Paris, Théâtre de la Porte Saint-Antoine.
- 19 avril : Le Revizor de Nicolas Gogol, Saint-Pétersbourg, Théâtre Alexandra.
- 10 mai : Une Saint-Barthélémy ou Les Huguenots de Touraine, vaudeville non historique des Frères Cogniard, Paris, Théâtre des Variétés.
- 23 mai : Le Turc, vaudeville des Frères Cogniard et Monsieur Dumanoir, prais, Théâtre des Variétés.
- 10 août : Le Conseil de Discipline, tableau mêlé de vaudevilles des Frères Cogniard et Monsieur Lubize, Paris, Théâtre du Palais-Royal.
- 26 septembre : Le Rapin, scène d'atelier mêlée de couplets des Frères Cogniard et Monsieur Saint-Aguet, Paris, Théâtre du Palais-Royal.
- 31 décembre : Les Femmes, le Vin et le Tabac, vaudeville des Frères Cogniard et Paul de Cock, au théâtre des Folies-Dramatiques

## Décès
- 12 septembre : Christian Dietrich Grabbe, écrivain et auteur dramatique allemand, né le 11 décembre 1801.
- 15 septembre  : Augustin Vizentini, auteur dramatique, comédien et lithographe français, né le 1er mars 1786.